# Centrum Pomocy Bliźniemu w Warszawie
Centrum Pomocy Bliźniemu – założone zostało 1 grudnia 1993 roku jako Centrum Wychodzenia z Bezdomności, mieści się przy ul. Marywilskiej 44A w Warszawie. 

## Opis
Głównym celem ośrodka jest przygotowanie osób uzależnionych i bezdomnych do samodzielnego życia. W kompleksie budynków znajdują się:
- noclegownia wczesnej pomocy dla młodych ludzi bezdomnych
- readaptacyjne schronisko dla osób bezdomnych po podstawowej terapii alkoholowej
- schronisko – „dom“ readaptacyjny dla młodzieży defaworyzowanej
- schronisko readaptacyjne dla osób z zaburzeniami psychicznymi
- podstawowa, stacjonarna terapia alkoholowa
- izba chorych